# Donato Rotunno
Pour les articles homonymes, voir Rotunno.
Donato Rotunno, né le 8 mai 1966  à Luxembourg, est un réalisateur et producteur italien. 
Il est le cofondateur de la société de production Tarantula Luxembourg en 1995, et de la société de production Tarantula Belgique en 1996. En 2011, il crée la société Tarantula Distribution, afin d'accompagner plus longuement les films qu'il produit ou pour lesquels il a un coup de cœur. En 2013, il s'associe à d'autres producteurs luxembourgeois pour créer et gérer les studios de Filmland, à Kehlen (Luxembourg), incluant 4 000 m2 de studios de tournage, des bureaux de production et des services de post-production.

## Biographie
Donato Rotunno est né au Luxembourg. En 1992, il est diplômé en études cinématographiques de l'Institut des Arts de Diffusion de Louvain-La-Neuve, en Belgique. En 1995, Donato Rotunno co-fonde la société de production : Tarantula Luxembourg, où il a supervisé, en tant que producteur, plus de 24 longs-métrages. Sa carrière de réalisateur commence avec le court-métrage Fishtrip (1996), pour se prolonger avec des documentaires sur des thèmes spécifiques au Luxembourg tels que l'immigration : Terra mia terra nostra (lb) et Les Mesures du rectangle ; la mixité culturelle avec Blà, Blä, Blá (lb) ; la place de la politique dans notre société avec André et les voix dissidentes, ou encore le rapport entre l'art contemporain et le cinéma avec Making of a picture et Landscape with a corpse (inspiré des œuvres du photographe japonais Kaoru Izima) ; ou plus récemment, le docu-fiction intitulé Dreams have a language qu'il a co-réalisé avec l'artiste française Sylvie Blocher. Son premier long-métrage, In a dark place a remporté le prix de la meilleure contribution artistique au Lëtzebuerger Filmpräis en 2007. Baby(a)lone, son second long-métrage, est une adaptation du roman Amok de Tullio Forgiarini (en), le film a été sélectionné dans de nombreux festivals à l'étranger et a représenté le grand-duché de Luxembourg à la 88e édition des Oscars dans la catégorie « Meilleur film étranger ». En 2020, il a fini son troisième long-métrage Vivre et se souvenir, dans la continuité des thèmes abordés par son documentaire Terra mia terra nostra, et qui réunit Renato Carpentieri, Alessio Lapice et Sara Serraiocco.

## Filmographie
- 1992 : Nebbiolo Rosso (Court-métrage)
- 1996 : Fishtrip  (Court-métrage)
- 1998 : Terra Mia (Documentaire (52 min))
- 1999 : André et les voix dissidentes (lb) (en luxembourgeois : André an d'dissident Stëmmen, documentaire (52 min))
- 2002 : Les Mesures du Rectangle (Documentaire (52 min))
- 2005 : Landscape with a Corpse  (Moyen-métrage (30 min) - Inspiré par le travail du photographe japonais Izima Kaoru. Coproduction Casino Luxembourg - Forum d’Art Contemporain / MUDAM Luxembourg - Musée d’Art Moderne Grand Duc Jean / Tarantula)
- 2006 : In a Dark Place (en) (Long-métrage (110 min))
- 2011 : Blà, Blä, Blá (lb) (Documentaire (52 min))
- 2012 : Terra mia terra nostra (lb) (Documentaire (82 min) - Sélection officielle au festival du Film de Villerupt 2012)
- 2015 : Baby(a)lone (Long-métrage -  adaptation du roman de Tullio Forgiarini (en) Amok)
- 2020 : Vivre et se souvenir (Io sto bene) (Long-métrage)

## Récompenses et distinctions
- Prix de la Communauté française de Belgique pour Nebbiolo Rosso 1992
- Producer on the move (EAVE) dans le cadre du Festival de Cannes 2001
- Prix de la meilleure contribution artistique au Lëtzebuerger Filmpraïs 2007 pour In A Dark Place
- Baby(a)lone représentant du Grand-Duché de Luxembourg à la 88e édition des Oscars dans la catégorie « Meilleur film étranger »